# Dušan Drašković
Dušan Drašković (Banja Luka, 20 giugno 1939) è un allenatore di calcio ed ex calciatore jugoslavo e successivamente serbo-montenegrino e montenegrino.

## Caratteristiche tecniche
Giocava come centrocampista offensivo, ed aveva discrete qualità tecniche.

## Carriera

### Club
Giocò per svariate squadre in Jugoslavia, tra cui Spartak Subotica e Vojvodina Novi Sad, prima che un infortunio al ginocchio terminasse la sua carriera.

### Nazionale
Prese parte ai VI Giochi del Mediterraneo tenutisi a Smirne, in Turchia.

### Allenatore
(Dušan Drašković)
Ottenne il posto di commissario tecnico della nazionale di calcio dell'Ecuador superando per punteggio Didi e Javier Clemente. Durante il periodo iniziale del suo incarico, girò le allora ventidue province dell'Ecuador a bordo di un'automobile FIAT, in cerca di giocatori che potessero entrare nel giro della selezione. Nel corso della sua esperienza sulla panchina della Nazionale sudamericana cambiò molti aspetti dell'organizzazione della stessa, come ad esempio il metodo di allenamento, basato sulla cura della preparazione atletica, e scoprì diversi giocatori, tra cui Álex Aguinaga, Ángel Fernández e Luis Capurro. Cambiò inoltre posizione ad altri due elementi importanti della selezione, Iván Hurtado e Agustín Delgado, spostando il primo dal centrocampo alla difesa e piazzando il secondo al centro dell'attacco.
Ha guidato l'Ecuador alle qualificazioni per Italia 1990 e Stati Uniti 1994 e alle Copa América di Brasile 1989, Cile 1991 e Ecuador 1993. Ha allenato anche la Nazionale di calcio della Sierra Leone, mentre nel 2008 è stato nominato responsabile del settore giovanile del Barcelona Sporting Club.

## Palmarès

### Allenatore

#### Club

##### Competizioni nazionali
- Campionato ecuadoriano: 1

Barcelona: 1995
- Campionato guatemalteco: 2

Comunicaciones: Apertura 2000, Clausura 2000